# Ernst Urbach
Ernst Urbach (Burg an der Wupper, nu: Solingen, Noordrijn-Westfalen, 19 maart 1872 – St. Blasien, Baden-Württemberg, 8 juni 1927) was een Duits componist en fluitist. Voor bepaalde werken gebruikte hij het pseudoniem: Ernst Rubach

## Levensloop
Ernst Urbach was een zoon van een pianist. Hij studeerde fluit en speelde dit instrument in verschillende Berlijnse orkesten (Symphonie Orchester, Berlijn en Theater und Parkorchester, Berlijn. Hij was in zijn tijd een bekend en gerespecteerd componist.  Urbach schreef ook een handboek voor piano-etudes. Zijn Reginamars is de defileer-mars van de Koninklijke Zweedse Marine. 

## Composities

### Werken voor orkest
- 1920 Haydns Himmelsgrüße, fantasie voor salonorkest
- Aus Mozarts Reich,
- Ein Melodientraum, voor orkest
- Fantasie "Durch Webers Zauberwald"

### Werken voor harmonieorkest
- 1906 Per Aspera Ad Astra - "Auf rauhen Pfaden zu den Sternen", mars, op. 4
- 1912 Piloten Marsch (Flieger Marsch)
- 1925 Durch Nacht und Nebel, mars
- 1926 In Wind und Wetter, mars
- 1927 Reginamars
- Aus Schuberts Skizzenbuch, fantasie
- Aviators
- Durch Not und Tot zum Sieg
- Fantasie über "An der Weser", Parafrase over het bekende lied van Gustav Pressel
- Friedensglocken Marsch
- Graf Zeppelin
- Im Sonnenwagen Gounods, Fantasie met thema's uit Gounods werken
- Nächtliche Runde, intermezzo
- Paraphrase über "Behüt' dich Gott", Parafrase over Jung Werners afscheidslied uit de operette "Der Trompeter von Säckingen" van Victor E. Nessler
- Wir müssen siegen, op. 94

### Werken voor piano
- Knecht Ruprecht (Zwarte Pit), kerstliederen